# 空気清浄機

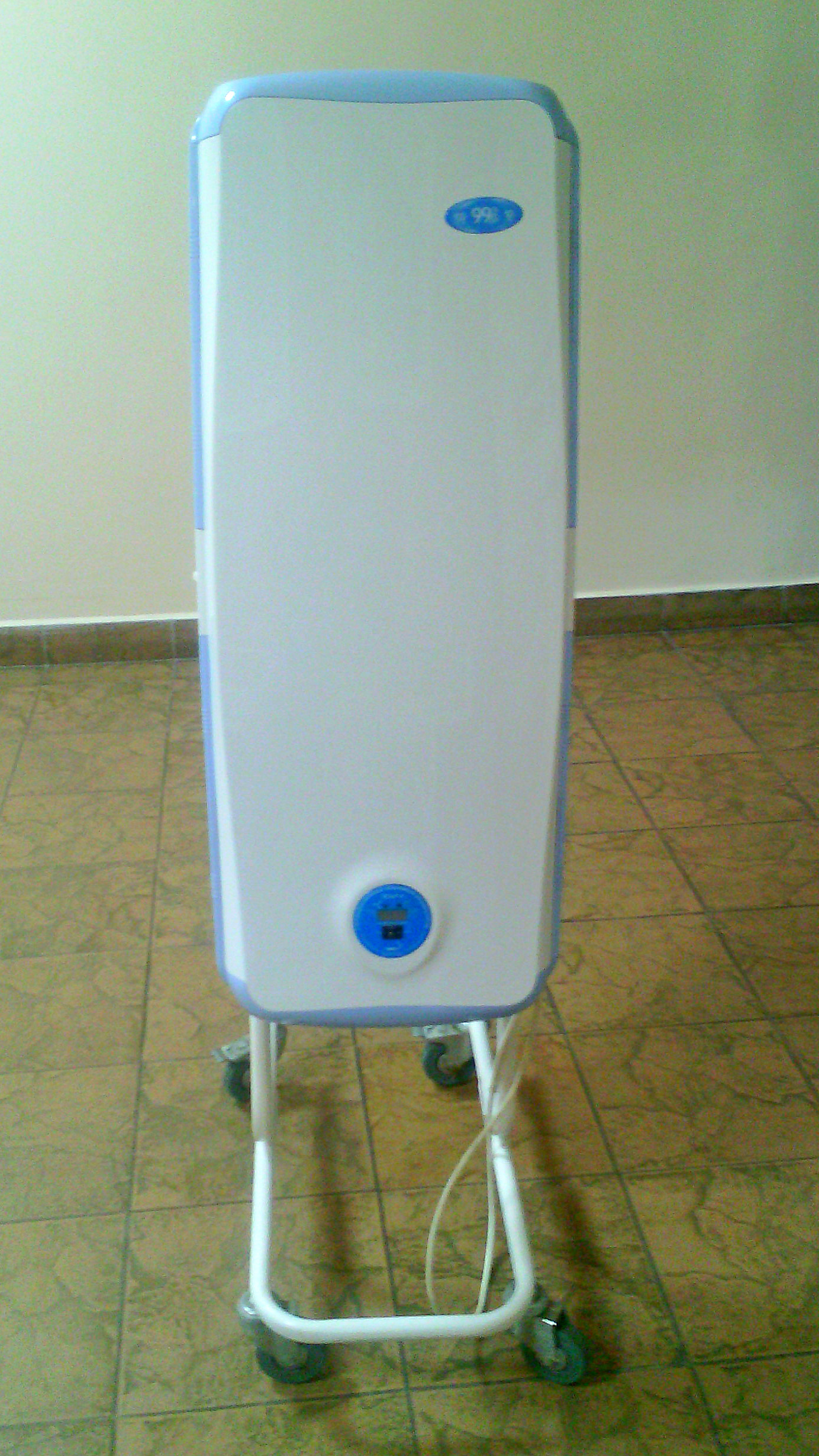
空気清浄機

空気清浄機（くうきせいじょうき、英語: air purifier）とは、空気中に浮遊する塵埃や花粉、ハウスダスト等を除去するための機器。「空気清浄器」とも表記される。また、エアクリーナーともいう。ここでは主に空気清浄機について記述している。

## 歴史と概説
空気清浄機の歴史は19世紀はじめの産業革命当時のイギリスから始まったという。当時のエネルギー源は主に石炭であり、それを燃やすことによって出る煤煙の除去を目的として作られたと伝えられる。
それまで、空気を清浄にすることは換気によっていたが、清浄な空気を取り入れるべき場所も汚染されはじめたため、能動的に空中の汚染物質を取り除く必要に迫られたということである。
一方、日本における初の家庭用空気清浄機（フィルターを備えたもの）は1962年ごろ松下電器産業（現在のパナソニック）が発売した。 ときあたかも高度経済成長期の真っ只中であり、四日市ぜんそくなどの大気汚染による公害が社会問題となる前夜である。これはイギリスにおけるロンドンスモッグ事件の前夜ともいえる時期に空気清浄機が出てきたことと一致する。
もちろん現在でもそうしたいわゆる大気汚染物質の除去のために用いられることも多いが、1980年ごろからは、これもやはり社会問題化した花粉症のために使われることが多くなった（高気密化した住宅における喫煙等の問題もある）。しかし、近年のように多くの人が使うようになってきたのは、1990年ごろからである。
2003年の空気清浄機の普及率はおよそ23%とされ、これは10年前の2倍以上となっている。ただ、毎年のように前年出荷を上回る成長を続けてきたが、スギ花粉飛散量が著しく少なかった2004年（2003年度）は前年を下回った。さまざまな需要があるとはいえ、やはり花粉症対策としての需要が大きい証拠といえる。
ここ数年の家庭用空気清浄機の動きとしては、従来の業務用を凌駕するほどの大風量タイプが出始めているのが特筆できる。また、抗菌だけではなく、各種アレルゲンの分解・除去などを行うと称するものも増えており、空調家電というより、さながら健康家電と呼んだほうがいいほどの状況になりつつある。

## 方式
家電の業界においては、ファン式とイオン式というように分類されてきたが、現在ではその性能の低さゆえ大手家電企業はイオン式から撤退しており、2020年現在でも残るイオン式空気清浄機は、通信販売やインターネット上での販売など、限られた販売方法によって売られていることが多い。家電量販店で販売されるものもほぼ100%がファン式のため、そのフィルターの違いや、さまざまな特殊な仕組み・性能・付加機能を表示して説明を行うことが多い。逆に、加湿器、除湿乾燥機、ファンヒーター、エアコンなどに空気清浄機能を持たせたものもある。現状にそくし、かつ一般市民にわかりやすい分類や呼称、また性能表示が求められる。
なお、空気清浄機能がない加湿器も、方式によってはある程度の空気清浄効果が期待できるものもある。

### ファン式（HEPAなどのフィルター式）

HEPAフィルタ

ファン式は、2020年現在の主流となっている方式で、扇風機やエアコンと同じようにファンによって強制的に空気を吸い込んで、フィルターで濾過し、きれいになった空気を吹き出す方式である。使われるファンは、空気の押し出しに向くプロペラファン（扇風機などのファン）ではなく、吸い込みに適するシロッコファン（天井据付式の換気扇などに使われる）である。クロスフローファンを採用した機種もある。一昔前なら業務用として使われるような風量の豊富なものが多く出てくるようになった。
多くのファン式空気清浄機は、HEPA（ヘパ）と呼ばれる目の細かい不織布のフィルターで微粒子を集塵・濾過する。HEPAよりも目の細かいフィルターであるULPA（ウルパ）を採用したものもある。なお、HEPA、ULPAともに、クリーンルーム用の清浄機に使われるような高性能なフィルターである。家庭用空気清浄機においてはULPAは目が細かすぎ、また風量を大きくするにも空気抵抗が大きく不利であるため、近年は採用する機種はあまりない。HEPAよりランクが落ちるものは一般に高性能フィルターと呼ばれ、フィルターの繊維そのものが静電気を帯び、効率的に粉塵等を集塵できる静電フィルターなどがよく使われる。さらにグレードが下がると、ファイバーフィルターと呼ばれる高密度不織布等のフィルターが使われる。
においについては活性炭で吸着する方法をとる。活性炭ではなく二酸化チタンなどの光触媒による消臭を採用している機種もある。なかには、イオン式と同様な原理の電気集塵（多くはプラズマと呼ばれる）を併用しているものもある。放電部分で発生するプラズマ（低温プラズマ。実体は各種のラジカルである）を消臭やバクテリア・アレルゲンの分解に用いている機種もある。
ファン式は、イオン式に比べて本体サイズおよび消費電力が大きく、騒音の点でも不利である。フィルターが汚れると交換しなくてはならないため、ランニングコストもかかる（ただし、交換不要の集塵フィルターを採用したモデルも出始めてきた）。しかし、多くのものは風量のコントロールが可能であり、モーターにインバータ制御を採用した高級モデルにおいて風量を下げれば、消費電力と騒音はイオン式と同等かそれ以下である。
ほこりやにおいのセンサー、タイマー、リモコンなどを備えたものもある。マイコンを内蔵し、プログラムにしたがって各種の自動運転が可能なものも多い。
なお、家庭用清浄機で表示されている集塵効率などはフィルター単体の理論値・規格値であり、清浄機の性能を必ずしも表してはいない。クリーンルーム・クリーンブースなどに用いられる業務用や医療向けなど特殊用途のものは、清浄機を使用したときの実際の性能を表示しているものがある（実際のクリーンルームは部屋の設計に清浄機が組み込まれており、単体の清浄機を使うことはあまりない）。
電気集塵に対して機械集塵と呼ばれる。フィルター式、またはフィルター集塵式ともいわれる。前述のプラズマなどを含め、こうした呼び分けが消費者の混乱を招いている。
COVID-19の原因ウイルスである重症急性呼吸器症候群コロナウイルス2（SARS-CoV-2）が空気感染することが示唆されているため、HEPAフィルターを搭載した空気清浄機に注目が集まっている。アメリカではコルジ・ローゼンタール・ボックスと呼ばれる自作の空気清浄機が注目を集めている。

### 電気集塵式
業務用（とくに工業用）向けとしては、電気集塵の空気清浄機（集塵機）が多く使われる。放電を利用するという点ではイオン式と同様だが、多くは電極の正負が逆であり、集塵装置の効率を高めるため電極の数も多く、粉塵を帯電させる部分と集塵する部分が分かれている多段式となっている。イオン式とは異なり、通常はファンを用いている。放電に伴ってプラズマが発生することから、家庭向けではプラズマ式と呼ばれることが多い。基本的に電極を洗って再生使用するため、ランニングコストは低い。
集塵のみの効果しかないもの、匂いの原因を取り去るもの、脱臭フィルターも備えるものがある。フィルターを用いたファン式の清浄機に、簡単な構造の電気集塵が併用されている場合がある（この併用タイプを現在では電気集塵と呼ぶことが多い）。エアコンに使われていることもある。原理的にはフィルターを用いた清浄機よりも細かな粒子を集塵することができる。

#### 家庭用電気集塵式
近年では家庭用の空気清浄機でも電気集塵（静電気帯電）方式が見られるようになった。空気清浄機に吸い込んだ塵・埃をプラスに帯電させ、マイナスに帯電したフィルターに吸着させる方式である。フィルターには濾過式フィルター、平行な板が並ぶものなどがある。HEPAフィルター等の濾過式に比べて目詰まりに強く、清掃も可能となる。また平行平板を使用した電気集塵(静電気帯電）方式は、過酷な条件でもその性能を低下させることが少ない。

#### プラズマ方式
プラズマと称する機能が付加された清浄機のすべてが、電気集塵によって集塵を行っているわけではない。ごく小さなプラズマ発生装置と触媒を備え、その部分で消臭性能の性能アップをはかっているものもある（主な脱臭は活性炭による）。
集塵を行っていないため、これはプラズマとはいっても、電気集塵の方式には含むことはできない。

### イオン式
イオン式は一定の距離をおいた電極に高電圧をかけることによって空中にイオンの流れ（放電）を作り、そこに入ってきた微粒子などを帯電させ、それを反対の電荷を帯びた電極に集塵する方法である（ただし、ここでの分類ではファンを用いないものに限る）。電子式、または静電集塵式と呼んでいた企業もあった。原理からいってもにおいには弱く、基本的にファンがないことから、ごく近くの微粒子しかとれない（原理についてはイオンエンジン参照）。
連続運転をすることにより、長時間空中に漂う超微粒子をゆっくり時間をかけて少しずつ集塵することはできるが、比較的早く落下するサイズの微粒子の集塵にはまったくの無力である。消費電力が小さいメリットがあり、放電時に発生する微量のオゾンが消臭に多少の効果を発揮する場合もある（多量のオゾンは有毒である）が、すばやい脱臭は不可能である。多くのものはマイナスイオンを発生すると称するが、その健康効果については明らかになっていない。電極の構造や配置により、わずかの風（電子風と称される）を発生させるものもあるが、多少の集塵効果のあるインテリアとしてわりきって考えたほうがよい。基本的には無音である（電極が汚れると若干の音がする場合もある）。
集塵電極にペーパータオルなどをかぶせ、汚れたらそれを交換する方式、あるいはむきだしの電極を使用し、汚れたら洗う方式などがある。帯電したホコリが素通りすることもあり、近くに壁などがあるとそれが付着して汚れることがある。汚れが多くなって電極が短絡すると危険である（ただし多くは安全装置が備えられている）。
なお、ファン式とイオン式の切り替えタイプというものもあった。微弱・静音運転などのときにファンを止めてイオン式に切り替える方式だが、現在ではファン式に使われるモーターの高性能化によって、騒音・消費電力の両面ともイオン式に切り替える意味はなく、販売されているモデルもなくなった。

## 機能
上記のように、空気清浄機は空気に含まれる微粒子とにおいをきれいにするものであるが、集塵フィルター式の性能はほぼ行き着くところまで行っており、それを高性能化することは行われてはいない（HEPAの使用が当たり前になってきたのは1990年代中ごろからであり、基本性能はそのころから変化していない）。よって、少なくとも家庭用のものに関しては、いわゆる付加機能の充実をはかること、あるいは利便性の向上や目新しさをねらった新製品以外は、基本的な大風量化や空気の流れを考える必要がある。ファン式においては本体サイズの小型化（薄型化）などを進めるメーカーもあるが、一般に小型化・薄型化されたものはファンが小さく、同風量で比較した場合、騒音が大きくなるきらいがある。フィルターの厚さも薄くしなければならないため、その面積も小さくなって、効率も落ちる。近年では、その集塵フィルターに特殊な処理を行い、花粉などのアレルゲンを不活性化すると称するものも出てきている。放電部分で発生するプラズマ（ラジカル）を消臭やアレルゲンの分解などに用いるものもある。フィルター上に捕集されている限りではその機能は役立たないはずであるが、フィルター交換時などにはほこりがたつため、一定の効果があると考えられる。また、昨今の抗菌ブーム・衛生ブームもあり、各社独自のイオン発生装置により消臭や除菌を行うものや、紫外線ランプ（殺菌灯）、オゾンを発生させる装置を内蔵している機種もある。加湿器を内蔵している空気清浄機も出始めている。フィルターが湿るとカビなどの繁殖につながることも考えられる。
多くの空気清浄機には、ほこりセンサーやにおいセンサーなどが搭載されているが、性能はまちまちである。吹き出す風の向きを変えられるものもあり、センサーによる空気のよごれの検出を併用することで、高度な自動運転を行う機種もある。人間が部屋にいるかどうかをセンサーで検出したり、部屋の空気の汚れのパターンを学習するなどの機種も出てきているが、これらの付加機能がどれだけ実用的かは疑問が残る。こうした、一見すると先進的に思える特殊機能は、モデルチェンジとともに採用されなくなることも多い（数年するとそうした機能が再び採用されることもある）。
アセトアルデヒド、アンモニア、酢酸等のにおいに強いと称する脱臭特化タイプのもの（脱臭機ではない）や、煙草のニコチンやタール等も効率的に除去できると称するフィルターを備えたものも発売されている。家屋内でペットを飼う人が増えたり、家庭での介護などが行われることもあって、脱臭・消臭性能は注目されつつある。
しかし、においや目に見える煙等がとれたとしても、タバコや排ガスに含まれているガス状の有害物質をすべて除去できるわけではなく、そのことは取り扱い説明書やパッケージにも明示されている。そのため、タバコに多く含まれる一酸化炭素を除去することはできない。
業務用として「スモークテーブル」と称する空気清浄機も使われてきたが、現在では健康増進法により受動喫煙を防止しなくてはならなくなり、ほとんどの建物において完全な分煙（喫煙スペースの隔離と事実上の換気）が義務付けられている。スモークテーブルの構造は、ほとんど電機集塵を採用している。
いわゆるシックハウスのような、家屋や家具から次々と発生するにおいや有害ガスには空気清浄機は対応できないと考えたほうがよい。使う場合であっても、性能を確認の上それらのガス等に強い機種を選択し、換気の補助として使うべきである。
ただし、特殊な脱ガス剤フィルターを備えたり、大量の活性炭を使う化学物質過敏症対策としての空気清浄機もわずかながら存在する。化学物質過敏症の患者は、清浄機本体に使われているプラスチックから発生する微量のガス（可塑剤などによるといわれる）にも反応してしまうことがあるため、本体のほとんどが金属製でできているなど、特別の仕様となっている。しかし、これにしても補助的なものであり、換気および発生源への対策が重要であることはいうまでもない。輸入品および日本製のものがあるが、一般の家電店では販売されない。アレルギー関係の物品を扱っている販売店に問い合わせるとよい。
現在では市民の健康志向もあり、花粉症シーズンのみだけではなく、通年で販売される商品となってきている。
多くの企業は、夏から秋にかけて次の花粉症（スギ花粉症）シーズンに向けた新製品を投入するため、それ以降であれば店頭に残った旧型を安価で購入できることもある。海外からの輸入品も多く見かけるようになってきているが、これらの多くは日本製品のように毎年モデルチェンジすることはない。一方でそうした海外ブランドのものは、やや非常識な価格で販売される（多くは通信販売である）こともある。

### 用語や表現について
最近は薬事法に違反しないよう言葉の言い換えがなされることが多い。たとえば「アレルゲン」というと、それを低減することにより医療効果をなすとの暗示にもなり、法律に抵触するおそれがある。そのため、家電業界では「アレル物質」という言葉を用いている。
その一方で、清浄機の機能については実際に実験を行って根拠のある宣伝等を行うようになってきている。これは不当表示になることを避けるためではあるが、それにより性能表示が煩雑になっている。たとえば「○種類の花粉を分解」との表示があるが、これは何種類であろうとも花粉には変わりがない。消費者においては、逆に表示のない花粉には対応できないとの誤解を招くおそれもある。
広告などにタバコに効果があるかのような記載がある場合もあるが清浄機のフィルターではガス成分まで除去できないため煙草煙に含まれる一酸化炭素を初めとする煙草煙の96.7%を占めるガス成分は除去されない。そのため各メーカーの広告には但し書きとして隅に「煙草に含まれる一酸化炭素等は除去されません」などという記載がある。
さらに、各種のウイルスなどを放出するイオン等によって不活性化するとの広告もあるが、この根拠となっているのはごく小さな実験装置によるものであり、実際の室内で結果を得たものではない。
プラズマ放電によるイオン発生は同時に数百万倍ものオゾンを発生するにも関わらず、オゾンについては一切触れず「使用時にオゾンの臭いがすることがあります」などの言葉で説明している。

## 性能
一般的な用途として家庭用の清浄機を選ぶ際には、目安として示されている床面積（畳数）をみるとよい。とくに花粉やハウスダストなどの除去を目的とする場合、部屋の広さの2倍を最低限の目安にするとよい（たとえば6畳の部屋なら12畳向けと表示されているもの）。予算や本体のサイズに問題がなければ、それ以上であることに越したことはない。
これは、風量が大きいほど、花粉のような落下しやすいサイズの微粒子を早く集塵できるからである。歩いたときに舞い上がるほこりや、掃除のときにたつほこりも素早くきれいにできる。素早くきれいにしないと、再び床に落下するだけである。フィルターの集塵性能が充分であっても、風量が重要であることをよく理解する必要がある。同時に、床などにあるほこりをきれいにする装置ではないことも理解せねばならない。
この目安として表示される床面積は、日本電機工業会が定めるJEM1467という規格（空気清浄機の定義などもこれによる。よって、卓上タイプの小型な煙草の煙専用のものは、規格上空気清浄機ではない）にそって性能を表示しているものだが、実用とはややかけ離れているといえる。なお、工業会に所属していない企業の製品は、必ずしもこの規格に沿った性能表示を行っている保証はない。イオン式も、この規格にそった性能表示はできない。
脱臭性能についても規格が存在し、それにそって性能表示を行っている機種があるが、多くは表示されていないため、購入時の性能比較ができないのが実状である。事実上は、そうした性能表示をしているものは脱臭性能が高く、メーカーも自信を持っていると考えてよい。脱臭・消臭性能を優先したい場合は、こうした機種を選定するとよい。
しかしながら、ひどい大気汚染地域で用いたり、ヘビースモーカーのいる部屋で使用した場合、2年や3年といった寿命表示のあるフィルターでも、数ヶ月で寿命が尽きる（すなわち、フィルターからにおいがするようになる）ことがある。なお、こうした性能（寿命）は、脱臭・消臭フィルターが活性炭か光触媒かの違いによっても異なる。また、一般に活性炭フィルターを備えたものは、梅雨時など湿度が高くなるとにおいを放出しやすくなるきらいがある。
業務用の空気清浄機に関しては、JIS規格（日本規格協会）およびJACA（日本空気清浄協会）によって性能やその測定方法が規定されている。
米国やヨーロッパ諸国などの海外では米国家電製品協会が認証するCADR（Clean Air Delivery Rate、クリーンエア供給率）という指標に基づき、空気清浄機の性能を数値的に評価し、消費者が空気清浄機を比較・選定するための基準としている。

### 車載用の空気清浄機
車載用の空気清浄機を謳う製品も存在するが、空気清浄機と呼べるほどの性能のものはない。近年の自動車メーカーはエアコンのフィルターの性能が高くなった事をアピールしている。

### エアコンのフィルター
室内エアコンの空気取り入れ口にかぶせるフィルターが販売されている。集塵や消臭機能を売りとしている商品で、これらを使うことによって、大きなホコリやある程度の臭いを減少させる効果がある。副次的に、エアコン内部の汚れ付着を減少させる。

## 用法
一般的なものは本体後部より上方に清浄な空気を吹き出すが、なかには本体横から空気を吹き出すタイプも存在する。家具などが空気の循環を遮断しないよう設置場所に気をつける必要がある。
特殊なものに、本体の前面あるいは後面から前方（後方）に清浄な空気を吹き出すものも存在する（ただし、現在はほとんどない。輸入品にはある）が、その場合は、装置を顔の高さに設置して風を顔の方向に向けることで、効率的に清浄な空気を呼吸することができる。本体の横から空気を吹き出すタイプも、向きを変えて同様に設置するとよい（その他の空調機器によって空気が循環している場合はこの限りではない）。ただし、長時間風にあたると、皮膚や喉・鼻が乾燥してよくないこともある。
清浄機に備えられている各種センサーの性能はまちまちで、それに頼ってばかりいると、効率的な花粉やハウスダストの除去はできない。そこに除去したいものが漂っているのがわかっているとき（例えば窓をあけたので花粉が入ってきているのがわかっているとき）は、手動でスイッチ操作をして、風量の最も大きなモードにしてすばやく清浄を行ったほうがよい。
花粉モードや煙モードなど、さまざまな自動運転ができるものもあるが、それらの多くは風量の強弱を変化させるものである。なかにはセンサーの感度などを変えるものも存在するが、それぞれの特徴をよく理解して使いわけると効率的である。
たばこやキッチンから出る煙の除去を目的とする場合は、部屋の上部に設置すると効率的である。花粉やハウスダストの除去など一般的な使用目的なら、部屋の床に設置すればよい。複数の部屋があり、それらをすべて清浄にしたい場合、すべての床面積を合計した性能の大型清浄機を導入するのではなく、やや小型でもよいから各部屋に1台ずつ設置したほうがよい（またはそのつど移動させる）。キッチンなどから出る煙には油分が含まれていることが多く、それらを多く吸い込ませていると、寿命や清掃間隔を短くする。
いずれの場合も、部屋の空気を効率よく循環させるために、適切な風量を選択する必要がある。特に煙などは長時間空中を漂うため、集塵に時間がかかってもよいと思われがちであるが、時間がたつと部屋の壁などに付着するものも多くなる。
フィルターの掃除をうながすインジケーターがあるものもあるが、それらは運転時間をカウントしているだけであり、目視でフィルターが汚れていないのがわかれば、掃除をする必要はないこともある。しかし、フィルターの掃除はできるだけしたほうがよい。電気集塵方式を採用する機種によっては、高電圧を掛ける部分に汚れた場合、その部分の清掃を促すためにインジケーターがある。
とくに花粉症などの場合、アレルゲンがなくとも出る症状（遅れて出てくる症状）があり、清浄機を使えばすべて解決するわけではない。ただし、花粉症への効果が確認できない場合も、多くは不適切な使用方法によって、花粉があまりよく除去できていないという事もある。ただ設置するだけで症状が改善されるという医療器具ではない。その症状の程度にも個人差があるので、他人の評判を鵜呑みにするのは危険である。花粉症に対して空気清浄機が効果があることは、スギ花粉症の発見者である斎藤洋三（発見当時は東京医科歯科大学所属）によって実証されている。ユーザーによりスギ花粉症の時期だけ清浄機を使用し、それ以外の時期は収納してしまうこともあるが、収納している間にも活性炭はにおいを吸着し、寿命が短くなっていくことがあり得ることは知っておいたほうがよい。使わないときでもにおいを吸着してしまうのなら、不必要でないかぎり1年中使用したほうがよいともいえる（しかしながら、窓をあけて清浄機を使うのも非効率的である）。収納するのであれば、少なくとも脱臭フィルターはビニール袋などで密封するとよい。

## 洗気瓶
空気中の有害物質等を除去する為に水などの溶媒の中を透過させる事によって有害物質を除去する。対NBC防護にも使用される。

## 日本国内の空気清浄機メーカー

### 現在生産中
- パナソニック
- シャープ
- 三菱電機（現行モデルは系列店「三菱電機ストアー」のみで販売されるMA-WPV90Bのみ）
- ダイキン工業

### 生産より撤退
- 日立グローバルライフソリューションズ（2023年12月限りで撤退。系列店「日立チェーンストール」ではパナソニック・シャープ・ダイキンなどの他社製品を販売）
- 東芝ライフスタイル（2022年限りで撤退。系列店「東芝ストアー」ではパナソニック・シャープ・ダイキンなどの他社製品を販売）
- 三洋電機（パナソニック完全子会社化に伴い2011年限りで撤退）

## 備考
- 日本電機工業会において、1月19日は空気清浄機の日と記念日に定めてある。
- 空気清浄機の場合、電気用品安全法によりPSEマークがないと販売できなくなるのは、2008年4月1日からである。